# Populus simaroa
Populus simaroa là một loài thực vật có hoa trong họ Liễu. Loài này được Rzed. miêu tả khoa học đầu tiên năm 1975.